# 井上隆史 (国文学者)
井上 隆史（いのうえ たかし、1963年-　）は、日本の日本近代文学研究者、白百合女子大学教授。

## 来歴
横浜生まれ。神奈川県立光陵高等学校、東京大学文学部国文科卒業。同大学院人文科学研究科博士課程中退。白百合女子大学講師、助教授を経て教授。

## 人物
- 三島由紀夫が専門。『決定版三島由紀夫全集』（新潮社）編集協力。東京大学の田尻芳樹らと「国際三島由紀夫シンポジウム2015」を企画開催し[3]、『混沌と抗戦 三島由紀夫と日本、そして世界』としてまとめた[4]。
- 2021年、『暴流の人　三島由紀夫』で第72回読売文学賞受賞[5]。同書で同年のやまなし文学賞も受賞。

## 著書
- 『三島由紀夫　虚無の光と闇』試論社 2006
- 『三島由紀夫 豊饒なる仮面』新典社 日本の作家 2009
- 『三島由紀夫 幻の遺作を読む　もう一つの『豊饒の海』』光文社新書 2010
- 『三島由紀夫『豊饒の海』VS 野間宏『青年の環』 戦後文学と全体小説』新典社選書 2015
- 『「もう一つの日本」を求めて　三島由紀夫『豊饒の海』を読み直す　いま読む！名著』現代書館 2018
- 『暴流の人　三島由紀夫』平凡社 2020
- 『大江健三郎論　怪物作家の「本当ノ事」』光文社新書、2024

### 共編著
- 『三島由紀夫事典』松本徹・佐藤秀明共編 勉誠出版 2000
- 『三島由紀夫論集』全3巻、松本徹・佐藤秀明共編 勉誠出版 2001

1 三島由紀夫の時代、2 三島由紀夫の表現、3 世界の中の三島由紀夫
- 『三島由紀夫研究』松本徹・佐藤秀明・山中剛史責任編集、鼎書房。2005年秋より毎年刊（2024年春に第24号発行）
- 『文学と笑い』白百合女子大学言語・文学研究センター編（星埜守之と責任編集） 弘学社 アウリオン叢書 2007
- 『宗教と文学 神道・仏教・キリスト教』白百合女子大学言語・文学研究センター編（責任編集）弘学社 アウリオン叢書 2009
- 『三島由紀夫の愛した美術』宮下規久朗共編 新潮社<とんぼの本> 2010
- 『同時代の証言 三島由紀夫』松本徹・佐藤秀明・山中剛史共編 鼎書房 2011。「三島由紀夫研究」に各号掲載された
- 『全体と部分』白百合女子大学言語・文学研究センター編（責任編集）弘学社 アウリオン叢書 2015
- 『混沌と抗戦 三島由紀夫と日本、そして世界』久保田裕子・田尻芳樹・福田大輔・山中剛史共編 水声社 2016。記念シンポジウム
- 高橋睦郎『在りし、在らまほしかりし三島由紀夫』平凡社 2016。解説を執筆
- 『津島佑子の世界』水声社 2017
- 『三島由紀夫研究事典』水声社 2021
- 『三島由紀夫 最後の言葉―三島由紀夫と「図書新聞」の20年』（知のフロントラインへ―「図書新聞」セレクション） 「図書新聞」編集部(編)、高原英理(著)、樺山三英(著)、井上隆史(著)、柳瀬治(著)、鳥居万由実(著)、松原俊太郎(著) （武久出版、2022年06月）
- 『21世紀のための三島由紀夫入門』平野啓一郎共編 新潮社<とんぼの本> 2025

## 論文
- ＜井上隆史